# Arceus
Arceus (アルセウス Arceus) là một loài Pokémon xuất hiện trong nhượng quyền thương mại Pokémon của Nintendo và Game Freak. Lần đầu tiên xuất hiện trong bộ phim Pokémon năm 2009: Pokémon: Arceus, chinh phục khoảng không thời gian, Arceus là một Pokémon huyền ảo có thể có được đầu tiên trong trò chơi Pokémon Diamond và Pearl. Trong truyền thuyết của loạt game Pokémon, Arceus là vị thần sáng tạo đã tạo ra vũ trụ của trò chơi. Sau khi phát hành, Arceus đã được đón nhận tương đối thuận lợi, với việc nó được bình chọn là Pokémon yêu thích nhất trong cuộc thăm dò ý kiến người hâm mộ Nhật Bản do The Pokémon Company thực hiện.

## Thiết kế và đặc điểm
Được gọi là "Alpha Pokémon" trong Pokédex của trò chơi, Arceus là một sinh vật bốn chân màu trắng, chủ yếu có bộ lông màu đen. Một đặc điểm nổi bật của hình dạng vật lý là một hình chữ thập tròn, giống như bánh xe được gắn vào thân của nó. Bánh xe có màu vàng ở dạng Hệ thường mặc định, nhưng nó thay đổi màu khi Arceus được tặng các vật phẩm đặc biệt cũng như khi thay đổi hệ.
Trong truyền thuyết của loạt Pokémon, Arceus đã tạo ra vũ trụ. Pokémon có một động thái "đặc trưng" - không thể học được bởi các loài khác - được gọi là "Phán quyết". Arceus là một Pokémon "thần thoại", một trong bốn con Pokémon loài này được phát hành trong thế hệ thứ tư của bộ truyện.

## Xuất hiện

### Trong các trò chơi
Arceus lần đầu tiên có sẵn trong trò chơi Pokémon Diamond và Pearl thông qua các sự kiện phân phối của Nintendo. Nó cũng xuất hiện như một bức tượng, mặc dù không thể có được, trong trò chơi spin-off Pokémon Mystery Dungeon: Explorers of Sky. Trong Pokémon HeartGold và SoulSilver, chuyển Arceus vào trò chơi cho phép một sự kiện đặc biệt được kích hoạt trong đó người chơi đến thăm một bàn thờ và Arceus tạo ra một Pokémon huyền thoại - có thể là Dialga, Palkia và Giratina tùy thuộc vào sự lựa chọn của người chơi - với trò chơi hiển thị ảnh thật. Trước khi giới thiệu Tiến Hóa Mega trong Pokémon X và Y, Arceus có chỉ số cơ bản cao nhất so với bất kỳ Pokémon nào. Arceus cũng xuất hiện trong Pokémon Conquest, được đánh thức sau khi người chơi hợp nhất khu vực mà trò chơi được đặt - có hình dạng giống Arceus.
Số liệu của Arceus đã được đưa ra dưới dạng tiền thưởng đặt hàng trước tại Nhật Bản cho HeartGold và SoulSilver. Nintendo đã tổ chức nhiều bản phân phối chính thức cho Arceus - vốn là Pokémon huyền thoại, không thể có được thông qua lối chơi thông thường  - bao gồm các sự kiện trong năm 2016 và 2018.

### Trong các phương tiện truyền thông khác

Poster phát hành Tiếng Nhật của phim Pokémon: Arceus, chinh phục khoảng không thời gian có Arceus là trung tâm poster.

Arceus đóng vai trò là nhân vật chính trong bộ phim Pokémon năm 2009: Pokémon: Arceus, chinh phục khoảng không thời gian. Nơi nó được lồng tiếng bởi Tom Wayland (tiếng Anh) và Akihiro Miwa (tiếng Nhật). Nó cũng xuất hiện trong bộ phim Pokémon năm 2015: Pokémon: Chiếc vòng ánh sáng của siêu ma thần Hoopa.

## Tiếp nhận
Trong một cuộc khảo sát người hâm mộ Nhật Bản năm 2010 do The Pokémon Company thực hiện trước khi phát hành Pokémon Black và White, Arceus đứng đầu tiên trong danh sách "Pokémon yêu thích nhất", xếp trên linh vật nhượng quyền Pikachu (vị trí số 4). Arceus đứng thứ hai trong cuộc thăm dò năm 2016 của The Pokémon Company. Trong một cuộc thăm dò riêng biệt do IGN thực hiện, Arceus được xếp vào vị trí thứ 61, với nhân viên của IGN nhận xét rằng Arceus là "kiểu trông buồn cười".
Một số nhà văn đã lưu ý đến sự kỳ lạ trong truyền thuyết khi có được Arceus, lưu ý rằng nó sẽ tương đương với "một đứa trẻ bắt một vị thần". Chris Scullion của Tạp chí Nintendo Chính Thức xếp Arceus trong số 10 Pokémon tốt nhất do tính linh hoạt, sức mạnh và sự hiếm có của nó khiến Arceus "có khả năng mạnh mẽ chống lại bất kỳ Pokémon nào". Jonathan Holmes của Deststalloid gọi đó là "sự giao thoa tồi tệ giữa quái vật Yu-Gi-Oh và linh hồn của khu rừng từ Công chúa Mononoke".